# مصر الجديدة للإسكان والتعمير
شركة مصر الجديدة للإسكان والتعمير، إحدى شركات التابعة للشركة القابضة للتشييد والتعمير، التابعة لوزارة قطاع الأعمال العام، وهي شركة تابعة مساهمة مصرية خاضعة لأحكام القانون رقم 203 لسنه 1991.
 وأنشئت الشركة في 2 فبراير 1906، وكان اسمها حينها شركة سكك حديد مصر الكهربائية وواحات عين شمس، حيث أنشأها البارون إمبان.

## نشاط الشركة
اتجهت الشركة للعمل بالتوازي في مشروعات تنمية عمرانية شاملة في المناطق التالية:
- مصر الجديدة
- مدينة نزهة العبور: تمتد على مساحة 94 فدان بموقع متميز بالحى الثامن بمدينة العبور كاملة المرافق والخدمات مكونة من عدد 153 عمارة سكنية ومول تجاري ومسجد بالإضافة إلى عدد من قطع الأراضي السكنية والخدمية المرفقة.
- مدينة هليوبوليس الجديدة: تمتد على مساحة 5888 فدان على طريق القاهرة – الإسماعيلية شمالاً وطريق القاهرة - السويس جنوباً وتعتبر امتدادًا لضاحية مصر الجديدة وروعى في تخطيط المدينة الطابع العمرانى الفريد والتنسيق الحضارى المميز.
- هليوبارك: تمتد على مساحة 1695 فدان في نطاق مدينة القاهرة الجديدة وتوفر حوالي 5700 قطعة أرض سكنية بمسطحات ما بين 400 -600 م2 وتم تخطيط منطقة الخدمات الإقليمية والتي تطل على طريق القاهرة - السويس الصحراوي.

## مطار القاهرة الدولي
في أكتوبر 2003 ، نص مرسوم رئاسي على أن شركة مصر الجديدة للإسكان والتعمير ستتسلم قطعة أرض مساحتها 1695 فدانًا (6.86 كيلومتر مربع) في القاهرة الجديدة ، كتعويض عن الأرض التي تم الاستيلاء عليها لبناء مطار القاهرة الدولي.

## وصلات خارجية
- شركة مصر الجديدة للأسكان والتعمير